# Bureau des Longitudes
O Bureau des Longitudes é uma instituição científica francesa, fundada por decreto de 25 de junho de 1795 e responsável pelo incremento da navegação, padronização do tempo e observações geodésicas e astronômicas. Durante o século XIX foi responsável pela sincronização mundial dos relógios. Nesta ocasião foi presidido por François Arago e Henri Poincaré. Funciona agora como uma academia e seus membros reunem-se mensalmente para discutir tópicos relacionados à astronomia.
O Bureau foi fundado pela Convenção Nacional após um relatório elaborado conjuntamente pelas Comissões de Marinha, Finanças e Educação. Henri Grégoire chamou a atenção da Convenção Nacional para a queda do poderio marítimo francês e liderança naval da Inglaterra, propondo que melhorias em navegação poderiam ser fundamentais para o renascimento da força naval. Como resultado o Bureau foi estabelecido, com autoridade sobre o Observatório de Paris e todos os demais estabelecimentos astronômicos da França. O Bureau foi encarregado de controlar os mares onde o poderio inglês não estivesse presente e melhorar a precisão do traçado das longitudes dos navios mediante observações astronômicas e relógios confiáveis.
Os dez membros originais de seu quadro foram:
- Geômetras:
  - Joseph-Louis Lagrange
  - Pierre Simon Laplace
- Astrônomos:
  - Joseph Lalande
  - Pierre Méchain
  - Jean Baptiste Joseph Delambre
  - Jean-Dominique Cassini, conde de Cassini
- Jean-Charles de Borda, que efetuou trabalhos relacionados com mecânica dos fluidos e precursor de Lazare Carnot, por causa de seu conhecimento em termodinâmica
- Jean-Nicolas Buache, geógrafo
- Louis Antoine de Bougainville, navegador
- Noël Simon Caroché, fabricante de telescópios.

## Publicações
- Connaissance des temps, efemérides astronômicas, publicado anualmente desde 1679;
- Annuaire du Bureau des longitudes, almanaque e calendário para uso público e civil, publicado anualmente desde 1795;
- Éphémérides nautiques, (de 1889) para navegação marinha;
- Éphémérides aéronautiques, (de 1938) paara navegação aérea civil e militar.